# Horrea di Ortensio
Gli Horrea di Ortensio (IV,XII,1) erano dei magazzini, che si trovano nella regio V della città romana di Ostia.

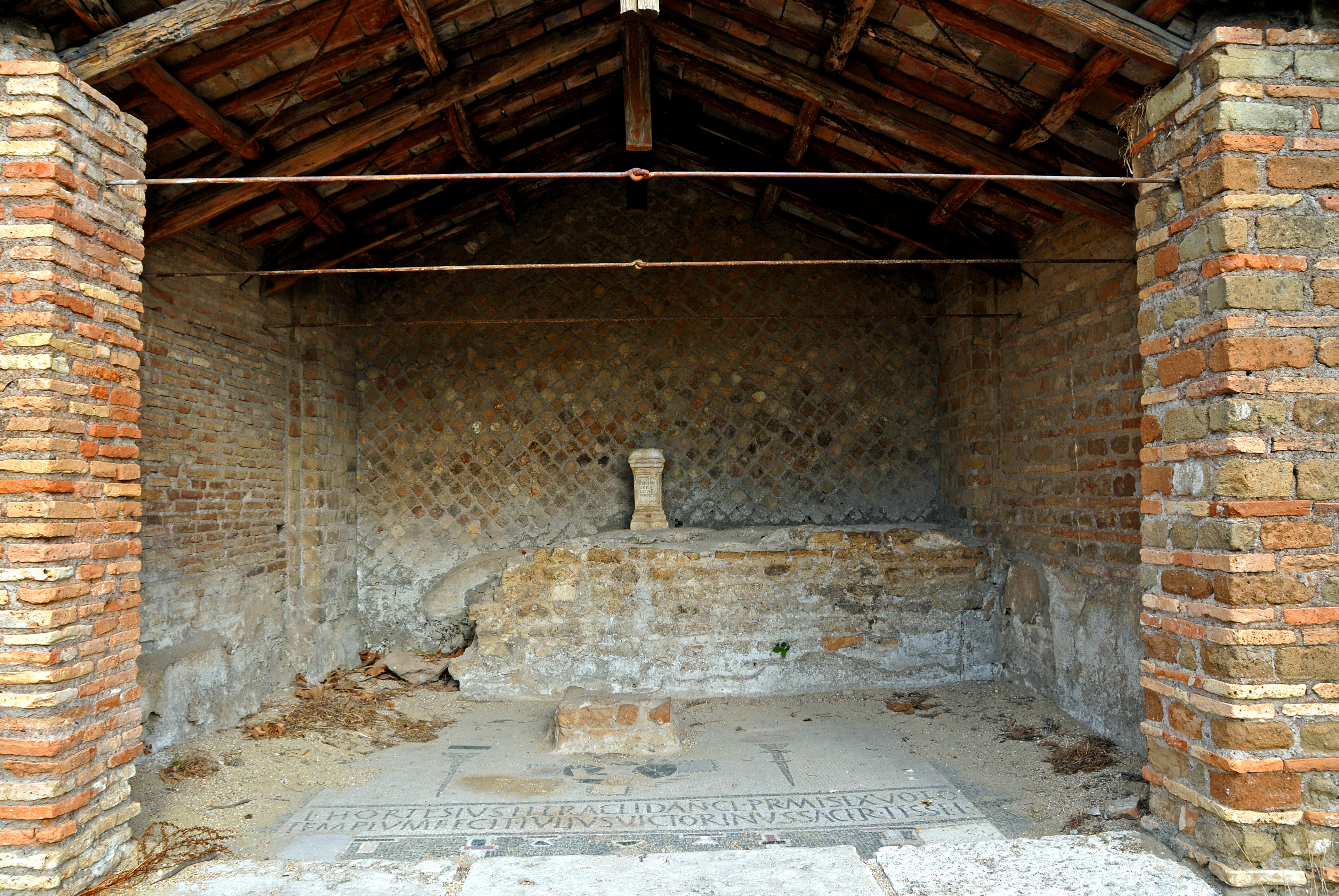
Il tempio di Ortensio

## Descrizione
Il caseggiato, costruito tra il 25-50 d.C. e rimaneggiato fino a tutto il V secolo d.C., ha l'entrata principale sul decumano massimo opposta a quella del teatro romano, ed è compreso tra gli Horrea dell'Artemide (V,XI,8) ad ovest, ed altri horrea (V,XII,2) ad est.
Vi si accede tramite due lunghi ingressi, a cui lati si trovano delle botteghe con ingressi indipendenti sul decumano; l'edificio è molto grande, mediamente è largo 60 metri, e presenta l'usuale struttura, che prevede un cortile interno con porticato, e tutta una teoria di stanze che vi si affacciano, utilizzate per lo stoccaggio delle merci.
Nella parte nord-occidentale del colonnato si trova il santuario costruito nel III secolo d.C. da Ortensio, capitano della flotta navale del Miseno; si ipotizza che il tempio fosse dedicato al culto orientale del dio Sol, e che ai marinai della flotta del Miseno fosse affidato anche il compito di gestire le tende dell'antistante teatro.